# Anelosimus chonganicus
Espèce
Anelosimus chonganicus est une espèce d'araignées aranéomorphes de la famille des Theridiidae.

## Distribution
Cette espèce est endémique du Fujian en Chine,.

## Étymologie
Son nom d'espèce lui a été donné en référence au lieu de sa découverte, Chongan.

## Publication originale
- Zhu, 1998 : Fauna Sinica: Arachnida: Araneae: Theridiidae. Science Press, Beijing, p. 1-436.